# Лазэр, Георге
Георге Лазэр (рум. Gheorghe Lazăr; 5 июня 1779, Авриг — 17 сентября 1821, Авриг) — румынский общественный деятель и педагог, уроженец Трансильвании.
Собрав вокруг себя в Бухаресте нескольких патриотов, Лазэр решил бороться против греческого влияния фанариотов и основал румынскую школу с широкой программой в национальном духе; составлял учебники, заботился об открытии подобных школ в других городах, основал культурно-прогрессивное общество на национальных началах.
В 1818 году Г. Лазэр открыл в Бухаресте первую школу с преподаванием на румынском языке — школу имени Святого Саввы, которая существует и поныне, называясь Национальный колледж имени Святого Саввы. Является одним из старейших и наиболее престижных учебных заведений в Румынии.